# .km
.km là tên miền quốc gia cấp cao nhất (ccTLD) của Comoros.